# Leon Verdonschot
Leon Verdonschot (Geleen, 4 december 1973) is een Nederlandse journalist, presentator, schrijver, radiomaker, regisseur en columnist. Verdonschot was niet altijd zijn achternaam, hij nam de achternaam Verdonschot op latere leeftijd aan.
Verdonschot schrijft onder meer voor de bladen Nieuwe Revu en De Groene Amsterdammer. Verder presenteerde hij op Kink FM elf jaar lang wekelijks het interviewprogramma Oeverloos. Vanaf 3 februari 2019 komt dit programma terug en is het elke zondag te horen op KINK. Hij is columnist voor Nieuwe Revu en De Limburger en programmamaker voor de Limburgse televisiezender L1 en de VPRO.

## Carrière
In januari 2005 kende het Nationaal Pop Instituut Verdonschot de Pop Pers Prijs toe, vooral vanwege zijn verhalenbundel Hart tegen Hart. Samen met rockzanger Denvis trad hij in 2005 en 2006 veelvuldig op. Het duo stond onder meer op het Bevrijdingsfestival in Zwolle en op Lowlands, evenals twee seizoenen - in 2006 uitgegroeid tot een trio met dichter Daniël Dee - op het theaterfestival De Parade.
Verdonschot presenteerde in 2006 De nationale wetenschapsquiz bij de VPRO en interviewde Iggy Pop in VPRO's Wereldgasten. Ook was hij vaste gast in het BNN-programma Spuiten en slikken.
Tijdens de zomer van 2007 was Verdonschot een van de presentatoren van het VARA-actualiteitenprogramma dagelijkse Wat heet! In juni 2007 stond hij vijf dagen op de Parade in Utrecht met de theatervoorstelling Leons, een samenwerking met theatermaker Leon Giesen. In juli 2007 presenteerde Verdonschot samen met Isolde Hallensleben het zomerdiscussieprogramma Wat nu!?.
In oktober 2007 presenteerde hij de verkiezing van het nieuwe Nederlandse volkslied, een samenwerking tussen de VPRO en Endemol, in het kader van de 'Week van de Democratie'. Vanaf die maand was hij ook vaste gast in het BNN-radioprogramma Today, gepresenteerd door Willemijn Veenhoven. Vanaf november presenteerde Verdonschot samen met Denvis opnieuw De nationale wetenschapsquiz bij de VPRO.
Vanaf 20 april 2008 was hij op L1 te zien als presentator van het muziekprogramma Pinkpop Café, met Jan Smeets als zijn sidekick. In het najaar presenteerde hij op dezelfde zender een tweede serie van zijn interviewprogramma Kamer 305. In oktober presenteerde hij bij de VPRO de televisieregistratie van het 50 Jaar Nederpopconcert. Twee weken later was Verdonschot samen met Jan Leyers presentator van Iets met boeken.
In het najaar van 2010 begon hij aan twee uitgebreide theatertournees, Ook voor vrouwen samen met Nico Dijkshoorn, Denvis en The Hank Five, en Koper, de jubileumtournee van Rowwen Hèze. In dezelfde periode presenteerde hij op de landelijke televisie het programma Llinkpop, het afscheidsprogramma van omroep LLiNK, van de Nacht van de Nederpop bij de VPRO, en van Terug naar Lowlands.
In januari 2011 keerde hij terug als presentator van een aflevering van het VPRO-programma Wintergasten, deze keer met als gast Anohni, leadzangeres van de voormalige band Antony and the Johnsons.
In oktober 2011 fungeerde hij als gasthoofdredacteur van het eerste nummer van Vega, een glossy over vegetarisme. Later werd hij samen met Marie-Nanette Schaepman hoofdredacteur van PARK, een journalistieke glossy die in vijf nummers zou verschijnen.
In 2012 keerde hij terug op televisie op L1 als presentator van de documentaireserie Limburg.Doc. Voor de VPRO presenteerde hij in de zomer van dat jaar de thema-avond Ons Geheugen. Ook was hij onderwerp van onderzoek in het NTR-programma Pavlov en
was hij medepresentator voor de VPRO van opnieuw het programma Terug naar Lowlands. Later werd hij de vaste columnist in het RTL 7-programma Talking Bout My Generation, gepresenteerd door Harry de Winter.
In december 2013 was de première van Verdonschots debuut als regisseur van een documentaire over de punkband De Heideroosjes: Mooi Geweest - een leven na De Heideroosjes. In 2014 werd de film geselecteerd voor het Nederlands Film Festival in Utrecht, en genomineerd voor beste debuut.
In januari van 2014 maakte Verdonschot samen met Erik van Bruggen en Art Rooijakkers de documentaire High Hopes In South Africa, over de allereerste concerten van Bruce Springsteen in Zuid-Afrika. In februari 2015 ging zijn derde documentaire in première: Lijfspreuk.
In februari 2018 werd Verdonschot met zijn werk over Luc De Vos genomineerd voor zowel de Jip Golsteijn Journalistiekprijs als de Cutting Edge Awards.
in juni 2018 won zijn boek Rico over Rico Verhoeven de prijs Helden Sportboek van het jaar.
In december 2018 ging zijn vijfde documentaire in première: Niet voor het Laatst, over het leven van zanger Rob de Nijs, naar aanleiding van diens 75e verjaardag.

## Filmografie
- Mooi Geweest - een leven na De Heideroosjes (2014)
- High Hopes in South Africa (2014)
- Lijfspreuk (2015)
- Het Schoonmakersparlement (2018)
- Rob de Nijs - Niet Voor Het Laatst (2018)